# Сук В'ячеслав Іванович
В'ячеслав Іванович Сук (чеськ. Václav Suk; нар. 16 листопада 1861, Кладно — пом. 12 січня 1933, Москва) — російський і радянський диригент і композитор чеського походження; народний артист РРФСР з 1925 року.

## Біографія
Народився 16 листопада 1861 року в місті Кладно (тепер Чехія). 1879 року закінчив Празьку консерваторію. Був скрипалем у празькому концертному оркестрі, з яким гастролював у Польщі і в Україні. З 1880 року жив у Росії:
- у 1880—1882 роках — концертмейстер оркестру Київської російської опери;
- у 1882—1885 роках — концертмейстер оркестру Большого театру у Москві;
- з 1885 року — диригент оперної трупи в Харкові;
- у 1887—1890 роках — симфонічного оркестру Російського музичного товариства в Таганрозі.
- працював диригентом приватних оперних антреприз у Росії та в Україні (зокрема, в Харкові, 1894, 1897—1901, 1903—1904; тут уперше в Україні поставив опери «Садко», 1898, та «Царева наречена», 1900, М. Римського-Корсакова);
- у 1906 році — завідувач музичною частиною Київської російської опери (поставив опери «Євгеній Онєгін» та «Пікова дама» П. Чайковського, «Аїда» Джузеппе Верді, «Фауст» Ш. Гуно);
- з 1906 року і до кінця життя головний диригент Большого театру;
- з 1927 року — головний диригент Оперного театру імені К. С. Станіславського.

В 1924—1925 роках був професором Москоської консерваторії.
Помер в Москві 12 січня 1933 року. Похований в Москві на Введенському кладовищі (ділянка № 10).

## Творчість
В репертуарі було близько 100 оперносимфонічних творів. Автор опери «Лісовий цар» (1900), оркестрових, камерних творів, фортепіанних п'єс, романсів.